# Cieza (Cantabrië)
Cieza is een gemeente in de Spaanse provincie en regio Cantabrië met een oppervlakte van 44,07 km². Cieza telt 556 inwoners (1 januari 2016).

## Demografische ontwikkeling
Bron: INE, 1857-2011: volkstellingen